# چانگ چون ین
چانگ چون ین (چینی: 張俊彥; ۱۲ اکتبر ۱۹۳۷ – ۱۲ اکتبر ۲۰۱۸) دانش‌آموخته مهندسی برق و استاد دانشگاه تایوان بود که به عنوان رئیس دانشگاه ملی Chiao Tung خدمت می‌کرد. ین که به عنوان بنیانگذار صنعت نیمه هادی تایوان شناخته می‌شود، در سال ۲۰۰۶ جایزه TWAS برای علوم مهندسی و جایزه علوم Nikkei آسیا در سال ۲۰۰۷ را دریافت کرد. وی همچنین برندهٔ جوایزی همچون عضو پیوسته انجمن مهندسان برق و الکترونیک شد.